# となりの坂田。
となりの坂田。（となりのさかた、1991年12月5日 - ）は、日本の男性歌い手。歌い手グループ 浦島坂田船の一人。兵庫県出身。NBCユニバーサル・エンターテインメントジャパン所属。

## 人物
身長172.5cm、血液型はO型。愛称はさかたん・坂田さんなど。ファンの名称は「坂田家」、ファンマークは桜。イメージカラーは赤。好きな食べ物はロブスター。苦手な食べ物は味の薄い食べ物や、生玉ねぎ、グリンピース、酢の物、りんご飴、ドリアン。チョコレートやキャラメルなども歯磨きしたくなるのであまり食べないそう。看護師免許あり。
小学生の頃にバスケットボール、中学では剣道、高校では剣道をしていた。水泳が苦手で水に浮くことも沈むこともできないが、犬かきはできる。
ライブ中に走る姿は3歳児のようで、友達には走り方を矯正すれば速くなると言われている。また、アルバム特典ではカメラマンにボールをぶつけたり志麻にボールをぶつけたりしている。しかし持ち前の愛嬌で許されている。
先端恐怖症、色覚異常（黄と緑、紫と赤が分かりにくい）、猫アレルギー。
主にニコニコ動画やYouTubeで活動している。また、4人組ユニット浦島坂田船での活動や、過去には坂田明（さかた あきら）名義での声優活動も行っていた。2009年3月4日にコミュニティ開設。声真似、歌ってみたを中心に動画投稿をしている。『銀魂』の坂田銀時をはじめ、声優・杉田智和の声真似が得意分野である。元々は生放送主として活動していたため、かつては歌ってみた動画投稿よりも、杉田智和担当キャラの声真似や配信で、ニコニコ動画の王と呼ばれていた。看護師として働いていた過去も持っており、現在も時折看護知識を覗かせている。
浦島坂田船で2016年にメジャーデビューした際に「となりの坂田。」に改名した。浦島坂田船の動画は「となりの坂田。」名義だが、個人動画の投稿では「あほの坂田。」名義を使うことが多い。
浦島坂田船ではアルバムのクロスフェード動画の台本の執筆や、オリジナル楽曲の歌詞分け、ライブツアーの演出を多く手がけるなど、多才な面を見せている。2019年5月に開催したワンマンライブでは『キミに伝えたいこと』という自作の絵本を発売した。2019年12月に開催したグループのメンバー志麻との誕生日ライブ“しまさかバースデー”では、ミュージカル風の演出を手がけた。
After the Rainのまふまふ、そらる、浦島坂田船のうらたぬきと坂田の4人で「そらまふうらさか」としてゲーム実況動画や歌ってみた動画なども投稿しており、冬にはライブも行っている。
兄が1人おり、自身と雰囲気が似ていると評している。また、父はリスナーから“やっさん”と呼ばれ、配信中に電話をかけてきたり、動画に出演することがある。やっさんは過去に｢花ルミ｣という楽曲を息子の''となりの坂田。''に提供している。
いつメン（いつも一緒に遊ぶメンバー）と呼ばれるまふまふ、天月、キヨ、佐香智久(少年T)、Eveとディズニーに行ったりスポッチャに行ったり、テニスをしたりなど仲睦まじい様子がよく見られる。
深夜にキヨやEveと散歩をしている日も多々あり、ファンの間では「散歩組」と呼ばれている。

## 来歴
高校時代、こえ部に声優杉田智和の声真似を投稿したことで活動を始める。後に活動拠点をこえ部からニコニコ生放送に移し、ニコニコ生放送を通じて4人組ユニット浦島坂田船のメンバーと出会った（うらたぬきのみこえ部で出会っている）。当初は声真似系配信者として活動していた。初めは声真似での歌ってみた動画が多かったが、徐々に歌い手としての活動が中心となった。

## 出演

### テレビアニメ
- その時、カノジョは。（2018年、テッチャン）
- 浦島坂田船の日常（2019年、坂田）

### 劇場アニメ
- 好きになるその瞬間を。〜告白実行委員会〜（2016年、男子生徒C） - あほの坂田。名義

### ゲーム
- ハンサムB☆Y's〜恋する君に死ぬほど夢中〜（坂田） - 「あほの坂田。」名義。
- まおこいっ!（PV・ナレーション）
- シチュエーションカレシ（綾人、千里） - 「坂田明」名義。
- 感染少女（月詠真司）
- Shadowverse（フラッグフェザーフォルク）
- HoneyWorks Premium Live（2020年、灰賀一騎） - 「坂田明」名義。

### DVD
- 「幕末BAND　土方歳三編」アニメイト特典：二巻同時購入特典DVD（2012年10月24日)
- 「Circle of friends Tour Vol.2 」～僕たちの夏 2013～（2013年12月31日）
- 「ひきこもりでも旅がしたい！vol.2」～タイムスリップ・年甲斐もなく高校生に戻った僕ら～（2017年3月31日、飼育委員（飼育される側）役）
- 「浦島坂田船Four the C」特典A 浦島坂田船No.1の運動王は俺だ決定戦（2017年）
- 「ひきこもりでも旅がしたい！vol.3」～雨ニモ負ケテ風ニモ負ケテ・南の島沖縄編～（2017年10月14日、班員 役）
- 「明日色ワールドエンド」アニメイト特典A まふまふ,となりの坂田。出演 （2017年10月18日）
- 「ひきこもりでも旅したい！vol.4」～タイムスリップ！江戸時代に戻って新選組になったり忍者になったり～（2018年6月14日、あほ（あほ）役）
- 「浦島坂田船v-enus」初回限定盤A 特典DVD-A 「浦島坂田船ファンスポーツをやってみた」（2018年7月4日）
- 「浦島坂田船v-enus」初回限定盤B 特典DVD-B 「浦島坂田船いちの浦島坂田船 想いは俺だ！選手権」（2018年7月4日）
- 「ひきこもりでも旅がしたい！vol.5」 ～ひきこもりよ、世界へ羽ばたけ!常夏の島・ハワイ旅行編～（2019年3月28日）
- 「浦島坂田船＄HUFFLE」初回限定盤A 特典DVD-A「浦島坂田船のキャンプ日和」（2019年6月26日）
- 「浦島坂田船＄HUFFLE」初回限定盤B 特典DVD-B 「浦島坂田船を格付けてみた」（2019年6月26日）
- 「神楽色アーティファクト」アニメイト、amazon特典 まふまふ,となりの坂田。出演（2019年10月16日）
- 「ひきこもりでも旅がしたい！vol.6」 ～家から飛び出せ、ひきこもり小隊！！真夏のサバゲーキャンプ編～（2019年12月20日）
- 「浦島坂田船RAINBOW」初回限定版「懐かしの“TV バラエティー”王 決定戦!」（2020年11月25日）
- 「浦島坂田船RAINBOW」あにばーさる特典CDメイキング映像（2020年11月25日）
- 「浦島坂田船L∞VE」初回限定版C 特典DVD「浦島坂田船イチの優等生は誰だ？聖L∞VE学園 抜き打ちテスト！」（2021年7月7日）
- 「浦島坂田船Toni9ht」初回限定版A 特典DVD-A「浦島坂田船ビビリ度チェック！ 〜恐怖の肝試し〜」(2022年7月6日)
- 「浦島坂田船Toni9ht」初回限定版B 特典DVD-B「浦島坂田船でグランピング！ 〜自然と触れ合おう〜」(2022年7月6日)
- 「浦島坂田船Toni9ht」初回限定版C 特典DVD-C「浦島坂田船の休日！ 〜おうちでワイワイするよ〜」(2022年7月6日)

### ドラマCD
- 「浦島坂田船 CRUISE TICKET」初回限定盤特典ボイスドラマCD 「男子高校生の非日常」（2016年3月23日、坂田cv.となりの坂田。）
- 「浦島坂田船 SHOW MUST GO ON!!」初回限定盤特典ボイスドラマCD「浦島坂田船クエスト」（2017年4月26日、坂田cv.となりの坂田。）
- 「浦島坂田船 Four the C」初回限定盤B 特典ボイスドラマCD「続・男子高校生の非日常」（2017年7月5日、坂田cv.となりの坂田。）
- 「浦島坂田船 V-enus」アニメイト特典ボイスドラマCD 「続々・男子高校生の非日常」（2018年7月4日、坂田cv.となりの坂田。）
- 「浦島坂田船 V-enus」Amazon特典ボイスドラマCD 「スペースシップ☆浦島坂田船」（2018年7月4日、坂田cv.となりの坂田。）
- お父さんみたいな彼の舘さん（2018年10月31日、館さんcv.坂田明）
- 「浦島坂田船 RAINBOW」アニメイト特典ボイスドラマCD「うしさせ家の四兄弟」(2020年11月25  日、坂田cv.となりの坂田。）
- 「浦島坂田船 RAINBOW」amazon特典ボイスドラマCD「浦島坂田船レンジャー」（2020年11月25日、坂田cv.となりの坂田。）

### その他
- Dolce（灰賀一騎 cv.坂田明）
- ひきこもりでも〇〇したい！！1st,2nd（あほの坂田。）

## ライブ

### ワンマンライブ
| 日程          | タイトル                                                          | 公演規模・会場                                    |
| ------------- | ----------------------------------------------------------------- | ------------------------------------------------- |
| 2016年6月5日  | 坂田 First-One-Man-Live In OSAKA                                  | 大阪 BIG CAT                                      |
| 2018年1月7日  | 坂田 Second One Man Live ～Angel&Demons 来日！～                  | 東京 Zepp Tokyo                                   |
| 2019年5月3日  | AHO NO SAKATA LIVE TOUR 2019 キミに伝えたいこと-message for you.- | 福岡 Zepp Fukuoka                                 |
| 2019年5月4日  | AHO NO SAKATA LIVE TOUR 2019 キミに伝えたいこと-message for you.- | 大阪 Zepp Osaka Baysaid                           |
| 2019年5月6日  | AHO NO SAKATA LIVE TOUR 2019 キミに伝えたいこと-message for you.- | 愛知 Zepp Nagoya                                  |
| 2019年5月11日 | AHO NO SAKATA LIVE TOUR 2019 キミに伝えたいこと-message for you.- | 東京 Zepp Tokyo                                   |
| 2021年5月30日 | AHO NO SAKATA LIVE TOUR 2021 -Redo Parade-                        | 東京 Zepp Haneda(TOKYO)                           |
| 2021年6月12日 | AHO NO SAKATA LIVE TOUR 2021 -Redo Parade-                        | 愛知 Zepp Nagoya                                  |
| 2021年6月26日 | AHO NO SAKATA LIVE TOUR 2021 -Redo Parade-                        | 福岡 Zepp Fukuoka                                 |
| 2021年6月27日 | AHO NO SAKATA LIVE TOUR 2021 -Redo Parade-                        | 大阪 Zepp Osaka Bayside                           |
| 2022年6月4日  | AHO NO SAKATA LIVE TOUR 2022 -Steal your heart-                   | 福岡 Zepp Fukuoka                                 |
| 2022年6月5日  | AHO NO SAKATA LIVE TOUR 2022 -Steal your heart-                   | 大阪 Zepp Osaka Bayside                           |
| 2022年6月12日 | AHO NO SAKATA LIVE TOUR 2022 -Steal your heart-                   | 愛知 Zepp Nagoya                                  |
| 2022年6月17日 | AHO NO SAKATA LIVE TOUR 2022 -Steal your heart-                   | 北海道 Zepp Sapporo                               |
| 2022年6月23日 | AHO NO SAKATA LIVE TOUR 2022 -Steal your heart-                   | 宮城 SENDAI GIGS                                  |
| 2022年6月25日 | AHO NO SAKATA LIVE TOUR 2022 -Steal your heart-                   | 東京 Zepp Haneda（TOKYO）                         |
| 2023年6月10日 | AHO NO SAKATA LIVE TOUR 2023 -Home-                               | 愛知 Zepp Nagoya                                  |
| 2023年6月11日 | AHO NO SAKATA LIVE TOUR 2023 -Home-                               | 大阪 Zepp Osaka Bayside                           |
| 2023年6月13日 | AHO NO SAKATA LIVE TOUR 2023 -Home-                               | 福岡 Zepp Fukuoka                                 |
| 2023年6月17日 | AHO NO SAKATA LIVE TOUR 2023 -Home-                               | 宮城 SENDAI GIGS                                  |
| 2023年6月25日 | AHO NO SAKATA LIVE TOUR 2023 -Home-                               | 東京 Zepp Haneda（TOKYO）                         |
| 2024年6月13日 | AHO NO SAKATA 15th ANNIVERSARY TOUR -HERO-                        | 大阪 グランキューブ大阪メインホール               |
| 2024年6月16日 | AHO NO SAKATA 15th ANNIVERSARY TOUR -HERO-                        | 福岡 北九州ソレイユホール                         |
| 2024年6月21日 | AHO NO SAKATA 15th ANNIVERSARY TOUR -HERO-                        | 愛知 Niterra日本特殊陶業市民会館 フォレストホール |
| 2024年6月22日 | AHO NO SAKATA 15th ANNIVERSARY TOUR -HERO-                        | 兵庫 神戸国際会館こくさいホール                   |
| 2024年6月30日 | AHO NO SAKATA 15th ANNIVERSARY TOUR -HERO-                        | 東京 日本武道館                                   |